# Oscar Nicolini
Oscar Lorenzo Manuel Nicolini (Buenos Aires, 5 de marzo de 1889 - 8 de agosto de 1956) fue un médico, político y dirigente deportivo argentino, que fue ministro de Comunicaciones, presidente de la Asociación del Fútbol Argentino (AFA), presidente de la Caja Nacional de Ahorro Postal y convencional constituyente durante las dos primeras presidencias de Juan Domingo Perón.
Nicolini fue amigo y protector de la familia de Eva Perón, ocupando un rol importante en su vida desde niña y siendo una de las personas más cercanas que tuvo, hasta último momento. En su gestión como ministro, Argentina fue el segundo país en Sudamérica, después de Brasil, en iniciar las transmisiones de televisión, el 17 de octubre de 1951. Fue detenido por la dictadura que derrocó al presidente Perón, y murió preso sin probársele delitos ni dejar a su familia velar sus restos.

## Biografía
Oscar Nicolini se recibió de médico en la Universidad de Buenos Aires, aunque no parece haber ejercido su profesión; fue profesor de Higiene y Salud en varios colegios secundarios e ingresó en 1921 a la Dirección Nacional de Correos y Telecomunicaciones, de la que sería empleado hasta 1945.
En 1920, con 21 años, se radicó en Junín, provincia de Buenos Aires, donde ingresó como empleado del servicio público postal. A comienzos de la década de 1930, gestiona el traslado de Elisa Duarte, hermana mayor de Eva Duarte, de la oficina de correos de Los Toldos, a la oficina de correos de Junín, hecho que a su vez provocó la radicación de toda la familia Duarte en esta última ciudad. Aunque no existen evidencias directas, algunos historiadores, como el norteamericano Jerome Adams, sostienen que Nicolini y Juana Ibarguren, la madre de Eva, establecieron una extensa relación de convivencia de hecho, pero esa circunstancia no es sostenida por los principales biógrafos de Eva.
Diversas versiones, relatando diferentes circunstancias de tiempo y lugar, le atribuyen haber ayudado o impulsado considerablemente, entre los años 1937 y 1943, la carrera de Eva Duarte en el radioteatro.
En 1943 fue contratado como secretario privado del teniente coronel Aníbal Imbert, designado a su vez como encargado de la Oficina de Correos del Ministerio del Interior, tras la Revolución del 43 y en noviembre de ese mismo año fue nombrado director general de Radiodifusión, poco antes de que Eva Duarte conociera al coronel Juan D. Perón, en enero de 1944.
En octubre de 1945 la relación entre Nicolini y Eva Duarte se ubicaría en el centro de la crisis política en la que se produciría la histórica movilización obrera del 17 de octubre. Por entonces ya se había formado un amplio movimiento antiperonista, coordinado desde la embajada de Estados Unidos. En ese conflicto, los sectores más conservadores del Ejército y la Marina destacaban el hecho —para ellos inmoral— de que Perón tuviera una relación pública de pareja con una actriz sin estar casados.
El 5 de octubre, el ministro del Interior Juan Hortensio Quijano designó a Nicolini como director general de Correos y Telecomunicaciones. La designación fue utilizada por el sector militar antiperonista conducido el general Eduardo J. Ávalos, con apoyo del dirigente radical Amadeo Sabattini, para emprender una ofensiva contra Perón, argumentando que era manejado por Eva Duarte. [cita requerida]Galasso señala que ese grupo de militares se habían enemistado con Perón, cuando este y Farrel declararon la guerra contra la Alemania nazi, pocos meses antes. Las fuentes coinciden en el hecho de que el general Ávalos, que era miembro del GOU y jefe de Campo de Mayo -principal guarnición militar del país-, se reunió con Perón el 6 o el 7 de octubre, para plantearle que "el nombramiento de Nicolini ha caído mal en Campo de Mayo". Las fuentes difieren sobre los sucesos del día 8 -algunos sostienen que Ávalos renunció y otras sostienen que quien renunció fue Perón-. El día 9, el presidente de facto Farrel se traslada a Campo de Mayo para tratar de llegar a un acuerdo con los jefes militares de esa guarnición, sobre Perón. Luego de esa reunión Perón renunció a sus cargos de Vicepresidente de la Nación, Ministro de Guerra -cargo que asumió Ávalos- y Secretario de Trabajo y Previsión. 
A la renuncia de Perón en los días siguientes siguieron otras remociones de funcionarios de origen sindical y la detención del propio Perón en la isla Martín García. Luego de varios días de vacío de poder, caos institucional, huelgas y actos de violencia[cita requerida], el 17 de octubre se produjo una gran manifestación obrera exigiendo la libertad de Perón. Luego de varias horas de tensión, Perón fue liberado y autorizado a hablar a los manifestantes desde la casa de gobierno, luego de lo cual la dictadura se comprometió a convocar elecciones libres, que se realizaron el 24 de febrero de 1946 y otorgaron el triunfo a Perón.
Al asumir como presidente, Perón repuso a Nicolini en el cargo de administrador general de Correos y Telecomunicaciones. Al año siguiente, Nicolini acompañó a Eva en parte de su gira por Europa. En 1948 fue presidente de la Caja Nacional de Ahorro Postal, donde implementó medidas que  se orientaron a estimular y buscar la mejor manera de canalizar el ahorro interno, a través de pequeños ahorros la Caja Nacional de Ahorro Postal (CNAP). Las publicaciones de la Caja de Ahorro se volvieron masivas durante esa época miles de niños de la República Argentina utilizaban la libreta de la Caja Nacional de Ahorro Postal para realizar sus ahorros. Ellos compraban las estampillas y las pegaban en las hojas de la libreta, que eran reconocidas por la entidad en calidad de valores en depósito.
Entre 1947 y 1949 fue presidente de la Asociación del Fútbol Argentino. Durante su gestión debió enfrentar la importante huelga de futbolistas de 1948, desencadenada por la resistencia de los clubes a aceptar que los jugadores se organizaran sindicalmente en Futbolistas Argentinos Agremiados y negociaran un convenio colectivo, amenazando con un regreso al amateurismo como forma de quebrar la posición de los futbolistas. Los jugadores lograron que se aceptara una parte de sus demandas (como la firma del primer convenio de trabajo con FAA), pero muchos de ellos fueron sancionados con la rescisión de sus contratos al año siguiente, lo que llevó a que varias de las principales estrellas del fútbol argentino emigraran a otros países como Colombia (el llamado "éxodo" de futbolistas argentinos de 1949). [cita requerida]La autoridad de Nicolini frente a los dirigentes de los clubes quedó muy debilitada durante el conflicto, dado que el gobierno en general (y Evita en particular) habían sostenido abiertamente la postura de los jugadores; por tal motivo, en 1949 presentó su renuncia a la Asociación de Fútbol.
En diciembre de 1948 fue elegido convencional constituyente por la Capital Federal, formando parte del cuerpo que realizó la reforma constitucional de 1949.
El 11 de marzo de 1949 fue nombrado por el presidente Perón, ministro de Comunicaciones. Como ministro, gestionó las autorizaciones técnicas, importaciones y políticas que permitieron crear Canal 7 e iniciar las transmisiones de televisión en el país, el 17 de octubre de 1951, constituyéndose -luego de Estados Unidos- en el segundo país del continente en lograrlo. Dirigió la parte administrativa del sistema de comunicaciones y correos.
Desde el momento que Evita enfermó y debió permanecer internada, Nicolini la visitó todos los días, siendo una de las últimas personas en verla con vida, ocasión en que le dijo:

Has sido, Nico, hombre de una sola pieza y tu afecto y solidaridad entibiaron muchas veces mi alma dolorida. Por eso ahora, cuando voy a mostrarme ante Dios, te digo (en este instante no cabe sino la verdad desnuda): poseí dos vidas. Antes de Perón y con Perón. La primera no cuenta. La otra, en cambio, ha sido maravillosa. Me posibilitó el amor al pueblo y del pueblo. De esta vida seguiré conversando en el cielo. ¡Hasta la eternidad, Nico!
Eva Perón

Tras el golpe de Estado de 1955, fue arrestado y acusado de haberse enriquecido, incluso fue acusado de la compra de una estancia por valor de más de diez millones de pesos. Sus bienes fueron confiscados, pero nunca se encontró prueba alguna de las imputaciones. Murió en prisión y la dictadura de Aramburu negó a su familia el derecho a velar o siquiera ver el cadáver.